# Guillem Hug de Rocabertí
Guillem Hug de Rocabertí pertanyia al llinatge dels Rocabertí de Cabrenys. Fou el segon fill del matrimoni format per Guillem Galceran de Rocabertí, baró de Maçanet de Cabrenys, i Maria d'Arborea i germà de Guerau Galceran de Rocabertí, que fou el primer hereu i quan aquest morí fou qui heretà la baronia.
És possible que participés juntament amb el seu germà en l'expedició a Sicília de 1392 al costat del rei Martí I l'Humà i el seu fill Martí el Jove. El 1410 els dos germans eren un dels principals promotors i participaven en el Parlament de Peralada, una reunió dels nobles de l'Empordà per tal d'anar en una mateixa direcció en el conflicte successori que s'havia obert amb la mort de Martí l'Humà. Amb tot, l'operativitat d'aquest parlament fou molt baixa i no aconseguí resultats destacables. Guillem Hug, juntament amb el seu germà Guerau, eren urgellistes, però això no va impedir que acceptessin plenament el nou rei Trastàmara i es posessin al seu servei.
Els germans Rocabertí tenien vaixells per comerciar i fer cors i aquests van ser clau en l'expedició a Sardenya i Còrsega que el 1420 el rei Alfons el Magnànim va dirigir i que va sortir dels Alfacs. Es documenta perfectament com els dos germans Rocabertí fan diverses missions d'intendència i de guerra en aquest període. Aquests oficis van fer que el rei nomenés a Guillem Hug camarlenc i a Guerau majordom seus.
El 1425 moria Guerau de Rocabertí sense descendència i automàticament Guillem Hug es convertia en el nou baró de Cabrenys. Amb tot no va poder gaudir massa d'aquest càrrec, ja que el 1428 ja consta com a mort.
Es va casar amb Francesca d'Erill i va tenir quatre fills: Dalmau de Rocabertí i d'Erill, l'hereu, fra Bernat Hug de Rocabertí, Pere de Rocabertí i Joana de Rocabertí.